# 奥田又右衛門膏本舗
株式会社奥田又右衛門膏本舗（おくだまたえもんこうほんぽ）は、岐阜県下呂市に本社を置く医薬品メーカーである。奥田家下呂膏シリーズなどの製造販売を行なっている。『下呂膏』の名称は登録商標である。

## 概要
1934年（昭和9年）、接骨医であった五世又右衛門が家伝の膏薬を患者の要望にこたえる形で地名から取った「東上田膏」の製造販売を開始する。1950年（昭和25年）3月、六世又右衛門が「東上田膏」から「下呂膏」へ名称を変更する。1972年（昭和47年）に七世又右衛門が株式会社奥田又右衛門膏本舗を設立した。翌年には｢下呂膏｣を生薬配合消炎鎮痛貼付剤｢奥田家下呂膏｣と改名し製造販売を開始する。